# NGC 31
NGC 31は、ほうおう座の方角にある渦巻銀河である。